# Bennington (város, Vermont)
Bennington település az Amerikai Egyesült Államok Vermont államában, Bennington megyében, melynek megyeszékhelye is. Lakosainak száma 15 333 fő (2020. április 1.).

## Népesség
A település népességének változása:

| 2010 | 15 764 |
| 2020 | 15 333 |